# 725 Amanda
För andra betydelser, se Amanda.
725 Amanda eller 1911 ND är en asteroid i huvudbältet, som upptäcktes den 21 oktober 1911 av den österrikiske astronomen Johann Palisa. Den är uppkallad efter den tyske astronomen Richard Schorr's fru Amanda Schorr.
Asteroiden har en diameter på ungefär 23 kilometer. Efter upptäckten tappades den bort och återupptäcktes först 1988.